# Patriarcado

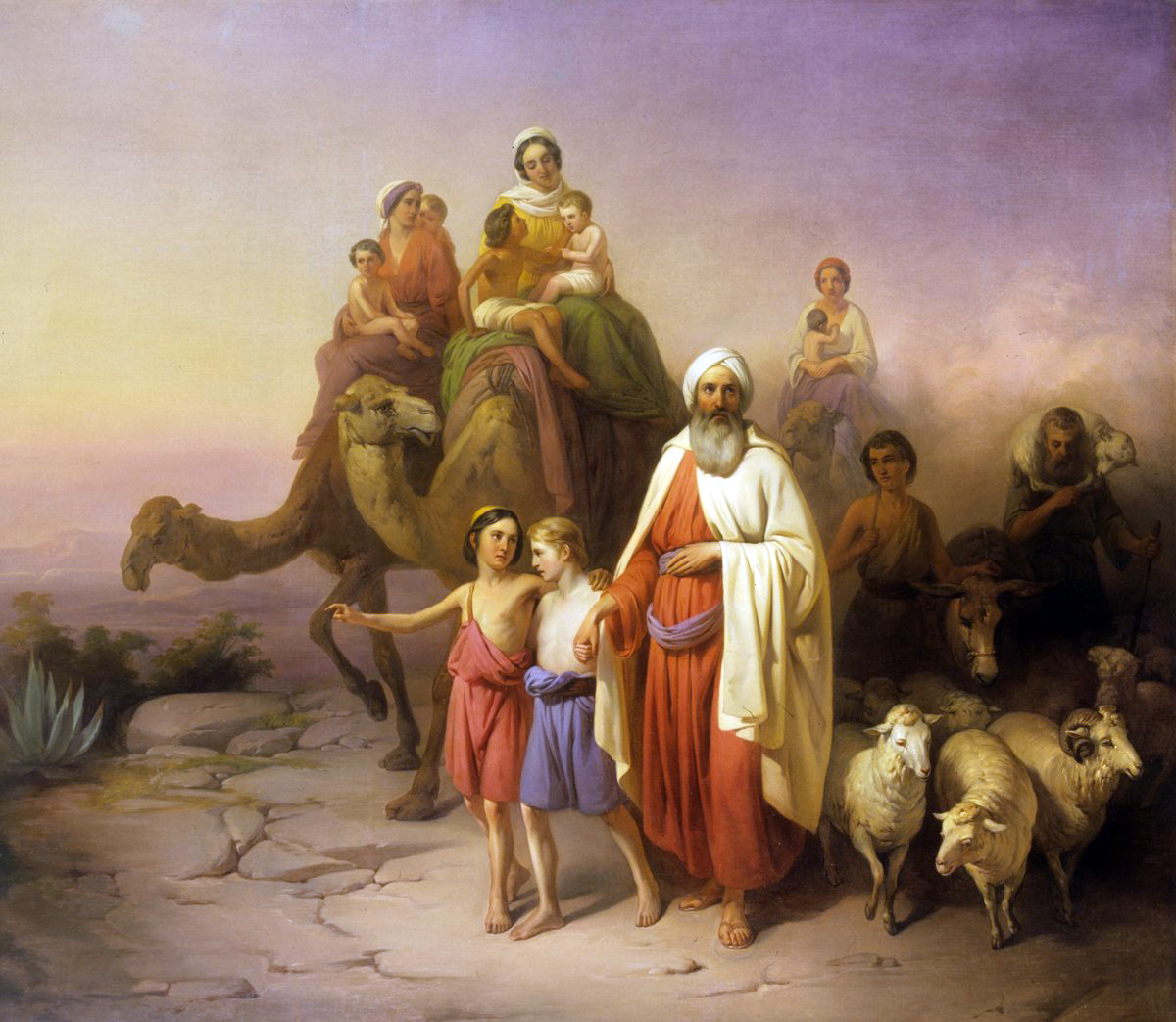
A Jornada do Patriarca Judeu Abraão de Ur a Canaã pintado por József Molnár (1821-1899).

Patriarcado é um sistema social em que homens detém a responsabilidade, através do poder primário e funções de liderança, a autoridade moral, privilégio social e controle das propriedades. No domínio da família, o pai (ou figura paterna) mantém a autoridade e a responsabilidade sobre as mulheres e as crianças. Algumas sociedades patriarcais também são patrilineares, o que significa que a propriedade e o título são herdadas pelos homens e a descendência é imputada exclusivamente através da linhagem masculina, às vezes, até o ponto onde parentes do sexo masculino significativamente mais distantes têm precedência sobre parentes do sexo feminino.
Historicamente, o patriarcado tem-se manifestado na organização social, legal, político e econômico de uma gama de diferentes culturas.

## Etimologia e uso
Patriarcado significa, literalmente, "a regra do pai" e vem do grego πατριάρχης (patriarkhēs), "pai de uma raça" ou "chefe de uma raça, patriarca", que é um composto de πατριά (patria), "linhagem, descendência" (a partir de πατήρ patēr, "pai") e ἄρχω (arkhō), "Eu governo".
Historicamente, o termo "patriarcado" foi usado para se referir ao governo autocrático através do chefe de uma família. No entanto, nos tempos modernos, geralmente refere-se a sistemas sociais em que o poder é principalmente exercido por homens adultos. Um exemplo de definição do patriarcado por Sylvia Walby é "um sistema de estruturas sociais inter-relacionadas que permitem que os homens explorem as mulheres. De acordo com April A. Gordon, a definição de Walby permite a variabilidade e as mudanças no papel das mulheres e na ordem de prioridade sob diferentes sistemas patriarcais. Também reconhece que a subordinação institucionalizada e a exploração das mulheres pelos homens, que é o cerne do patriarcado, pode assumir muitas formas.

## História
Evidências antropológicas sugerem que a maioria das sociedades pré-históricas de caçadores-coletores eram relativamente igualitárias e que estruturas sociais patriarcais não se desenvolveram até muitos anos após o final do Pleistoceno, seguindo desenvolvimentos tecnológicos como a agricultura e a domesticação.  De acordo com Robert M. Strozier, a pesquisa histórica ainda não tem um "início" do evento específico Alguns estudiosos apontam para cerca de seis mil anos atrás (4000 a.C.), quando o conceito de paternalismo criou raízes, como o início da propagação do patriarcado.
A categórica sanção do patriarcado na Mesopotâmia foi evidenciada pela codificação da lei, mais notadamente o Código de Hamurabi, cujos estatutos anulavam os direitos das mulheres em várias áreas. As mulheres também podiam ser repudiadas por seus maridos por esterilidade, infidelidades e outros tipos de conduta. Os prêmios e as punições eram definidos pelos homens.
A arqueóloga Marija Gimbutas descobriu que as relações entre os gêneros no início das culturas agrícolas da Velha Europa, no mar Egeu, Balcãs e sul da Itália, eram muito igualitárias. Ela sugere que as ondas de invasões kurgan das estepes ucranianas alteraram essas relações de gênero e instituíram hierarquias masculinas que levaram ao surgimento do patriarcado. Steven Taylor demonstra que o aumento da dominação patriarcal estava associado ao aparecimento de organizações políticas hierárquicas socialmente estratificadas, violência institucionalizada e o ego individuados separados associados a um período de estresse climático. A dominação das mulheres é encontrada no Antigo Oriente Próximo por volta de 3100 A.C., como restrições sobre a capacidade reprodutiva da mulher e da exclusão  "do processo de representar ou de construir a história". De acordo com alguns pesquisadores, com o aparecimento dos Hebreus, há também "a exclusão da mulher da aliança entre a humanidade e Deus".

O proeminente general grego Meno, no diálogo Platônico Mênon, resume o sentimento predominante na Grécia Clássica sobre as respectivas virtudes de homens e mulheres. Ele diz: 
Primeiro de tudo, se você pegar a virtude de um homem, é facilmente afirmado que a virtude de um homem é isto — que ele seja competente para gerir os assuntos de sua cidade, e para gerenciá-los de modo a trazer benefícios a seus amigos e prejudicar seus inimigos e tomar cuidado para evitar o sofrimento e prejudicar a si mesmo. Agora a virtude de uma mulher: não há nenhuma dificuldade em descrevê-la como o dever de ordenar bem a casa, cuidar da propriedade dentro de casa e obedecer a seu marido.
As obras de Aristóteles retrataram as mulheres como moralmente, intelectualmente e fisicamente inferiores aos homens; viam as mulheres como a propriedade dos homens; afirmava que o papel das mulheres na sociedade era reproduzir e servir aos homens em casa; e via a dominação masculina das mulheres como natural e virtuosa.
Em The Creation of Patriarchy de Gerda Lerner, ela afirma que Aristóteles acreditava que as mulheres tinham o sangue mais frio do que os homens, o que fazia com que as mulheres não evoluíssem para homens, o sexo que Aristóteles acreditava ser perfeito e superior. Maryanne Cline Horowitz afirmou que Aristóteles acreditava que a "alma contribui com a forma e o modelo de criação". Isto implica que qualquer imperfeição causada no mundo deve ser causada por uma mulher, porque não se pode adquirir uma imperfeição da perfeição (que ele percebida como o sexo masculino). Aristóteles tinha uma estrutura hierárquica em suas teorias. Lerner afirma que através deste sistema patriarcal de crenças, transmitidas de geração para geração, as pessoas têm sido condicionadas a acreditar que os homens são superiores às mulheres. Estes símbolos são valores de referência que as crianças aprendem quando crescem e o ciclo do patriarcado continua passado os Gregos.
O Egito não deixou registros filosóficos, mas Heródoto deixou um registro de seu choque ao saber do contraste entre os papéis das mulheres egípcias e as mulheres de Atenas. Ele observou que as mulheres egípcias participavam do mercado e eram empregadas no comércio. No antigo Egito, uma mulher de classe média poderia se sentar em um tribunal, envolver-se em transações imobiliária e herdar ou legar propriedades. As mulheres também poderiam garantir empréstimos e testemunhar documentos legais.
A influência grega espalhou-se, no entanto, com as conquistas de Alexandre, o Grande, que foi educado por Aristóteles.
Na Europa medieval, o patriarcado não foi absoluto, já que as Imperatrizes (como Teodora) e as Matriarcas (como Helena, mãe de Constantino) desfrutavam de privilégio, domínio político e honra social. Na esfera religiosa, as igrejas Católica Romana e Ortodoxas restringiam o sacerdócio aos homens, ainda assim, viam a própria igreja como uma mãe.
Embora muitos teóricos dos séculos XVI e XVII concordassem com a visão de Aristóteles relativa ao lugar da mulher na sociedade, nenhum deles tentou provar a obrigação política com base na família patriarcal até algum tempo após 1680. A teoria política patriarcal está intimamente associada com Sir Robert Filmer. Algum tempo antes de 1653, Filmer completou um trabalho intitulado Patriarcha, não publicado até depois de sua morte. Nela, ele defendeu o direito divino dos reis como tendo título herdada de Adão, o primeiro homem da espécie humana, segundo a tradição judaico-cristã. No entanto, na segunda metade do século XVIII, os sentimentos clericais do patriarcado foram desafiados pelas autoridades intelectuais - A Encyclopédie de Diderot nega a herança de autoridade paternal afirmando: "... a razão nos mostra que as mães têm direitos e autoridade iguais aos dos pais; para as obrigações impostas às crianças originam igualmente da mãe e do pai, pois ambos são igualmente responsáveis por trazê-los para o mundo. Assim, as leis positivas de Deus que se relacionam com a obediência dos filhos juntam o pai à mãe, sem qualquer diferenciação; ambos possuem uma espécie de ascendência e jurisdição sobre os seus filhos..."
No século XIX várias mulheres começaram a questionar a interpretação patriarcal comumente aceita da escritura cristã. Uma das mais importantes delas foi Sarah Grimké, que expressou ceticismo sobre a capacidade dos homens em traduzir e interpretar passagens relativas aos papéis dos sexos sem viés. Ela propôs traduções alternativas e interpretações de passagens relacionadas à mulher e aplicou a crítica histórica e cultural a uma série de versos, argumentando que tais advertências aplicadas a situações históricas específicas não deveriam ser vistos como mandamentos universais. Elizabeth Cady Stanton usou as críticas das fontes bíblicas de Grimké para estabelecer uma base para o pensamento feminista. Ela publicou The Woman's Bible, que propõe uma leitura feminista do Antigo e do Novo Testamento. Esta tendência foi ampliada pela teoria feminista, que denuncia a tradição judaico-cristã patriarcal.

## Teoria feminista
A teoria feminista define o patriarcado como um sistema social injusto que reforça os papéis de gênero e é opressivo tanto a mulheres quanto a homens. Frequentemente inclui qualquer mecanismo social que evoca a dominação masculina sobre as mulheres. A teoria feminista tipicamente caracteriza o patriarcado como uma construção social, que pode ser superada ao revelar e analisar criticamente as suas manifestações.
Muitas feministas (especialmente estudiosas e ativistas) têm pedido por um reposicionamento da cultura como um método para desconstruir o patriarcado. O reposicionamento da cultura refere-se à mudança de cultura e envolve a reconstrução do conceito cultural de uma sociedade. Antes do uso generalizado do termo "patriarcado", as feministas usavam os termos "chauvinismo masculino" e "sexismo" para se referir, a grosso modo, ao mesmo fenômeno. A autora Bell Hooks argumenta que o novo termo identifica o próprio sistema ideológico (que os homens são inerentemente dominantes ou superiores às mulheres), que pode ser acreditado e atuado por homens ou mulheres, ao passo que os termos anteriores implicam apenas que homens agem como opressores de mulheres.
A socióloga e feminista brasileira Heleieth Saffioti definiu o patriarcado como o sistema que tornou as mulheres "objetos de satisfação sexual dos homens, reprodutoras de herdeiros, de força de trabalho e de novas reprodutoras." para ela, dois fatores marcaram as bases de constituição do patriarcado:
1. A produção de excedente econômico, núcleo do desenvolvimento da propriedade privada e, portanto, do domínio e da exploração do homem sobre o homem/mulher, no caso, ainda mais fortemente sobre a mulher.
2. A descoberta da participação dos homens na procriação, já que antes isso era entendido como um poder divino das mulheres.

## Uso de símbolos
No Capítulo 10 do livro The Creation of Patriarchy, Gerda Lerner afirma que o homem encontrou uma maneira de lidar com o dilema existencial através da atribuição de "criação de símbolo de poder" para si mesmo e de "finitude-vida-morte-natureza" para a mulher. Lerner argumenta que a sociedade de classe começou com o domínio dos homens sobre as mulheres e desenvolveu para a dominância de alguns homens sobre outros homens e então de todas as mulheres. Assim, o próprio processo de formação de classes incorporou uma condição já preexistente da dominação masculina sobre as mulheres e particularmente marginalizou as mulheres na formação dos sistemas de símbolos. O sistema de símbolos estabeleceu a elite dominante de homens no poder.

## Teoria Junguiana moderna
Do ponto de vista da psicologia junguiana, o patriarcado pode ser visto como a expressão de uma forma atrofiada e imatura de masculinidade e, portanto, como um ataque à masculinidade em sua plenitude, bem como sobre a feminilidade em sua plenitude.

## Teorias sociaisversusteoria biológica
Como padrão comum de diferenciação entre os sexos, os defensores de uma sociedade patriarcal gostam de focar as influências que os hormônios têm sobre os sistemas biológicos. Os hormônios foram declarados como "a chave para o universo sexual", porque eles estão presentes em todos os animais e são a força motriz em dois estágios críticos de desenvolvimento: o determinismo do sexo no feto e a puberdade no adolescente.
A maioria dos sociólogos rejeita explicações predominantemente biológicas para o patriarcado e alega que os condicionamentos social e cultural são os principais responsáveis por estabelecer papéis masculinos e femininos de gênero. De acordo com a teoria sociológica padrão, o patriarcado é o resultado de construções sociológicas que são passados de geração a geração. Estas construções são mais pronunciadas em sociedades com culturas tradicionais e menor desenvolvimento econômico. Mesmo nas sociedades modernas, desenvolvidas, no entanto, as mensagens de gênero transmitidas pela família, os meios de comunicação e outras instituições favorecem em grande parte o sexo masculino com um estatuto dominante.
O biólogo Richard Lewontin afirma que o patriarcado persiste através de razões sociais ou políticas, em vez de por razões puramente científicas. Em The Determined Patriarchy, Lewontin reflete as preocupações feministas para o futuro do patriarcado e como livrar a sociedade do mesmo ao eliminar sua fonte.
Proponentes de determinismo biológico afirmam que, por causa da biologia de uma mulher, ela é mais apta a desempenhar funções tais como educar filhos em casa, em vez de papéis de tomada de decisão, tais como líderes em batalhas. Através desta base simples, "a existência de uma divisão sexual do trabalho nas sociedades primitivas é um ponto de partida tanto para relatos puramente sociais das origens do patriarcado quanto para biológicos". :157 Assim, o aumento do patriarcado é reconhecido através desta aparente "divisão sexual." Embora exista patriarcado dentro da atmosfera científica ", o período durante o qual as mulheres teriam tido desvantagem fisiológica na participação da caça por  gravidez tardia ou na fase inicial da criação dos filhos teria sido pequena", :157 durante o tempo nômade, o patriarcado ainda cresceu com o poder. Lewontin e outros argumentam que tal determinismo biológico, injustamente limitou as mulheres. Em seu estudo, ele afirma mulheres se comportam de uma determinada maneira, não porque são biologicamente inclinadas, mas porque são julgadas por "o quão bem elas estão em conformidade com o estereótipo local da imagem da feminilidade". :137 As feministas acreditam que as pessoas têm preconceitos de gênero que se perpetuam e que são aplicadas através de gerações por aqueles que se beneficiam deles.  Por exemplo, historicamente se afirma que as mulheres não podem tomar decisões racionais durante seus períodos menstruais. Esta alegação encobre o fato de que os homens também têm períodos de tempo onde podem estar agressivos e irracionais; além disso, os efeitos independentes do envelhecimento e semelhantes problemas médicos são frequentemente atribuídos à menopausa, ampliando sua reputação. Estas características biológicas e outras específicas às mulheres, tais como sua capacidade de engravidar, muitas vezes são usadas contra elas como um atributo de fraqueza.
Um crescente corpo de pesquisa descobriu que pontos-chave do argumento biológico são infundados. Por exemplo, foi afirmado por mais de um século que as mulheres não eram intelectualmente tão competentes quanto os homens porque elas teriam cérebros ligeiramente menores, em média. No entanto, não houve diferença significativa fundamentada na inteligência média encontrado entre os sexos. Por outro lado, os homens têm uma variabilidade maior de inteligência e, exceto em testes de compreensão de leitura, velocidade de percepção e memória associativa, os homens geralmente superam as mulheres substancialmente entre os indivíduos de alta pontuação. Além disso, nenhuma discrepância na inteligência é assumida entre homens de diferentes alturas, apesar de, em média, os homens mais altos terem cérebros um pouco maiores. As feministas afirmam que embora as mulheres podem sobressair em determinadas áreas e os homens noutras, as mulheres são tão competentes quanto os homens. Portanto, através do poder crescente do sistema patriarcal, um viés de gênero é criado na força de trabalho, levando a uma situação em que "os homens são mais propensos a serem ministros ou parlamentares, executivos ou magnatas, cientistas ganhadores do Prêmio Nobel, médicos ou pilotos de avião. [Enquanto] as mulheres são mais propensas a serem secretárias, técnicas de laboratório, faxineiras, enfermeiras, aeromoças, professoras primárias ou assistentes sociais." :132 Dentro da estrutura de uma sociedade patriarcal, preconceitos e valores patriarcais são mais propensos a ser promovidas no sistema educacional. Particularmente nos campos da matemática e científicos, se presume  que os meninos tenham habilidades espaciais mais aguçados do que as meninas, enquanto as meninas são supostamente aptas a assumir melhores competências linguísticas. Estas manifestações estereotipadas dentro das instituições de ensino contrastam com as noções de cérebros diferentes por gênero e uma "relação entre inteligência e tamanho do cérebro". :143 No entanto, "não há correlação entre a capacidade cranial e, portanto, o peso do cérebro e 'poder intelectual'", :143 mas ainda há uma luta constante de preconceito de gênero na ciência.
1. O estado: as mulheres são suscetíveis a ter poder formal e representação.
2. A família: as mulheres são mais propensas a fazer os afazeres da casa e criar os filhos.
3. Violência: as mulheres são mais propensas a serem abusadas.
4. Trabalho remunerado: as mulheres tendem a receber menos por seu trabalho.
5. Sexualidade: a sexualidade da mulher é mais susceptível a ser tratada negativamente.
6. Cultura: a representação das mulheres na mídia e na cultura popular são mais deturpadas.

Alguns sociobiólogos, como Steven Goldberg, argumentam que o comportamento social é determinado principalmente pela genética e, portanto, que o patriarcado surge mais como resultado da biologia inerente do que do condicionamento social. Goldberg também alega que o patriarcado é uma característica universal da cultura humana. Em 1973, Goldberg escreveu: "Os estudos etnográficos de cada sociedade que já foi observada explicitamente afirmam que estes sentimentos estavam presentes, não há literalmente nenhuma variação." Goldberg tem críticos entre antropólogos, em relação à afirmação de Goldberg sobre "sentimentos de homens e mulheres", Eleanor Leacock combateu em 1974 que os dados sobre as atitudes das mulheres são "escassas e contraditórias", e que os dados sobre as atitudes masculinas sobre as relações homem-mulher são "ambíguas". Além disso, não foram considerados os efeitos da colonização sobre as culturas representadas nos estudos.
A ideia de que o patriarcado é natural, no entanto, está sob ataque de muitos sociólogos, explicando que o patriarcado evoluiu devido à condições históricas e não biológicas. Em sociedades tecnologicamente simples, os homens de maior força física e a experiência da gravidez da mulher comum, combinam de modo a sustentar o patriarcado.
Há uma variação considerável no papel que o gênero desempenha nas sociedades humanas. Embora não se conhecem exemplos de culturas estritamente matriarcais, existem sociedades que têm sido mostrados serem matrilinear ou matrilocais, principalmente entre grupos  indígenas tribais. Alguns grupos caçadores-coletores foram em grande parte caracterizados como igualitários. Outros têm argumentado que o patriarcado é uma universal cultural.
A área da psicologia evolutiva oferece uma explicação para a origem do patriarcado que começa com a visão de que as mulheres quase sempre investem mais energia em produzir descendentes do que os homens e, portanto, na maioria das espécies, as fêmeas são um fator limitante sobre a qual os machos vão competir. Isto é por vezes referido como o Princípio de Bateman. Ele sugere que as fêmeas dão preferência aos machos que controlarem mais recursos o que podem ajudá-las e à sua prole, o que, por sua vez, provoca uma pressão evolutiva nos machos para serem competitivos uns com os outros para ter sucesso na obtenção de recursos e poder.

## Teorias psicanalíticas
O termo patriarcado é, muitas vezes, mal utilizado genericamente para representar "a dominação masculina", enquanto as definições mais rigorosas encontra-se com a interpretação literal: "a regra do pai". Por isso, algumas pessoas acreditam que o patriarcado não se refere a um padrão binário simples do poder masculino sobre as mulheres, mas sim de poder exercido mais complexamente por idade, bem como gênero e por homens mais velhos sobre as mulheres, crianças e os homens mais jovens. Alguns desses homens mais jovens podem herdar e, portanto, têm uma participação na continuação destas convenções. Outros podem se rebelar. Este modelo psicanalítico é baseado nas revisões da descrição freudiana da família normalmente neurótica usando a analogia da história de Édipo. Aqueles que se encontram fora da tríade edipiana mãe/pai/filho são menos sujeitos à autoridade masculina. Isso tem sido tomado como uma posição de poder simbólico para identidades queer. As operações de poder em tais casos são geralmente deliberadas inconscientemente. Todos estão sujeitos, mesmo os pais são obrigados por seus estruturas. É representada em tradições não ditas e convenções realizadas em comportamentos, costumes e hábitos cotidianos. A relação triangular de um pai, uma mãe e um filho mais velho, frequentemente formam a dinâmica e as narrativas emocionais da cultura popular e são materializadas performativamente em rituais de namoro e casamento. Elas fornecem modelos conceituais para organizar as relações de poder em esferas que não têm relação com a família, por exemplo, a política os negócios.

###### Em inglês
- Adeline, Helen B. Fascinating Womanhood. New York: Random House, 2007.
- Baron-Cohen, Simon. The Essential Difference: The Truth about the Male and Female Brain. New York: Perseus Books Group, 2003.
- Beauvoir, Simone de. The Second Sex. New York: Alfred A. Knopf, 1953. (first USA edition, in translation)
- Bornemann, Ernest. Das Patriarchat - Ursprung und Zukunft unseres Gesellschaftssystems, Fischer, Frankfurt am Main 1991 (Original German edition 1975), ISBN 3-596-23416-6
- Bourdieu, Pierre. Masculine Domination. Translated by Richard Nice. Stanford: Stanford University Press, 2001.
- Brizendine, Louann. The Female Brain. New York: Morgan Road Books, 2006.
- Brown, Donald E. Human Universals. New York: McGraw Hill, 1991.
- de Santillana, Giorgio & Hertha von Dechend. Hamlet's Mill: an essay investigating the origins of human knowledge and its transmission through myth. David R. Godine, publisher, Jaffrey, New Hampshire, 1977. The effects of evolutionary theory on the study of culture, pp. 68–72.
- Coward, Rosalind (1983). Patriarchal precedents: sexuality and social relations. London Boston: Routledge & Kegan Paul. ISBN 9780002555517
- Durham, Meenakshi G. (1999). «Articulating adolescent girls' resistance to patriarchal discourse in popular media». Taylor & Francis Online. Women's Studies in Communication. 22 (2): 210–229. doi:10.1080/07491409.1999.10162421.
- Eisler, Riane. ' 'The Chalice and the Blade' '. Harper Collins, 1987.
- Gilligan, Carol "Gender, Democratic Citizenship vrs Patriarchy" Fordham Law Review 2004.
- Gimbutas, Marija. The civilization of the goddess: the world of Old Europe. Harper Collins, San Francisco, 1991.
- Goldberg, Steven. The Inevitability of Patriarchy, 1974.
- Jay, Jennifer W. 'Imagining Matriarchy: "Kingdoms of Women" in Tang China'. Journal of the American Oriental Society 116 (1996): 220-229.
- Konner, Melvin. The Tangled Wing: Biological Constraints on the Human Spirit. 2nd edition, revised and updated. (Owl Books, 2003). 560p. ISBN 0-8050-7279-9 [first published 1982, Endnotes
- Lepowsky, Maria. Fruit of the Motherland: Gender in an Egalitarian Society.  New York: Columbia University Press, 1993.
- Mead, Margaret. 'Do We Undervalue Full-Time Wives'. Redbook 122 (1963).
- Mies, Maria. Patriarchy and Accumulation on a World Scale: Women in the International Division of Labour. Palgrave MacMillan, 1999.
- Moir, Anne and David Jessel. Brain Sex: The Real Difference Between Men and Women.
- Ortner, Sherry Beth. 'Is Female to Male as Nature is to Culture?'. In MZ Rosaldo and L Lamphere (eds). Woman, Culture and Society. Stanford: Stanford University Press, 1974, pp. 67–87.
- Ortner, Sherry Beth. 'So, Is Female to Male as Nature is to Culture?'. In S Ortner. Making Gender: The Politics and Erotics of Culture. Stanford: Stanford University Press, 1996, pp. 173–180.
- Smith, Bonnie G. (2005). Women's history in global perspective, Volume 2. [S.l.]: University of Illinois Press. ISBN 978-0-252-02997-4
- Pilcher, Jane and Imelda Wheelan. 50 Key Concepts in Gender Studies. London: Sage Publications, 2004.
- Pinker, Steven. The Blank Slate: A Modern Denial of Human Nature. London: Penguin Books, 2002.
- Wood, Wendy and Alice H. Eagly. A cross-cultural analysis of the behavior of women and men: Implications for the origins of sex differences. Psychological Bulletin. 128(5) (Sep. 2002):699-727.